# Zespół Weissenbachera-Zweymüllera
Zespół Weisenbachera-Zweymüllera (fenotyp Weisenbachera-Zweymüllera, ang. Weissenbacher-Zweymuller syndrome, WZS) – rzadki, genetycznie uwarunkowany zespół wad wrodzonych, związany z mutacją w genie COL11A2 w locus 6p21.3 zmieniającą aminokwas w pozycji 955 kodowanego przez ten gen α2-łańcucha kolagenu XI z glicyny na glutaminian. Na obraz kliniczny zespołu składają się dysmorfia twarzy (mikrognacja), nieprawidłowości kośćca (chondrodysplazja ryzomeliczna, kości ramieniowe i udowe w kształcie hantli), niekiedy wady cewy nerwowej. Mutacje w innych obszarach tego genu związane są z zespołem Sticklera typu III. Zespół zawdzięcza swoją nazwę austriackim pediatrom G. Weissenbacherowi i Ernstowi Zweymüllerowi, którzy przedstawili jego pierwszy opis w 1964 roku.